# Volo Iran Air 277
Il volo Iran Air 277 è stato un collegamento passeggeri di linea interno da Teheran a Urmia, in Iran. Il 9 gennaio 2011, un Boeing 727 in volo sulla rotta precipitò dopo aver interrotto l'avvicinamento all'aeroporto di Urmia a causa del maltempo. 78 delle 105 persone a bordo rimasero uccise. L'indagine ufficiale concluse che le condizioni di ghiaccio e la gestione errata dei propulsori da parte dell'equipaggio avevano portato allo spegnimento di due motori, alla perdita di altitudine e all'impatto con il suolo.

## L'aereo
Il velivolo coinvolto era un Boeing 727-200, marche ER-IRP, numero di serie 20945, numero di linea 1048. Volò per la prima volta il 12 gennaio 1974 e venne consegnato nuovo a Iran Air pochi giorni dopo, il 24 gennaio. Rimase a lungo fuori servizio: non operò voli dal 1984 al 1990 e dal 1991 al 2002. Al momento dell'incidente, il 727 aveva quasi 37 anni. L'età e le obsolete tecnologie disponibili sull'aereo, come sottolineato dagli investigatori, contribuirono al verificarsi dell'incidente.

## L'incidente
Il volo 277 decollò dall'aeroporto internazionale di Mehrabad, Teheran, alle 18:15 ora locale (15:15 UTC), più di due ore in ritardo a causa del maltempo a destinazione.
Verso le 19:00 ora locale (16:00 UTC), mentre si avvicinava all'aeroporto di Urmia, l'equipaggio iniziò una procedura di mancato avvicinamento e comunicò l'intenzione di tornare a Teheran. All'epoca il tempo a Urmia era pessimo, con nubi basse, neve e una visibilità di 2 600 piedi (790 m).
I contatti con il Boeing furono persi poco dopo. L'aereo si schiantò vicino al villaggio di Tarmani, circa 15 chilometri a Sud-Est dell'aeroporto di Urmia, dividendosi in più sezioni. Dei 93 passeggeri e 12 membri dell'equipaggio a bordo, solo in 27 sopravvissero all'impatto.

## Le indagini
L'Iran Civil Civil Aviation Organization (CAO.IRI) aprì un'indagine sull'accaduto. Il giorno dopo l'incidente, sia il registratore vocale della cabina di pilotaggio che il registratore dei dati di volo furono recuperati e portati a Teheran per le analisi.
Nel 2017, il CAO.IRI pubblicò il final report sull'incidente. Dalla sua analisi, era emerso che dopo aver iniziato la fase di avvicinamento alla pista 21 da un'altitudine di 7 000 piedi (2 100 m) - l'aeroporto di Urmia si trova a 4 300 piedi (1 300 m) - un errore di navigazione da parte dell'equipaggio non permise al Boeing di stabilizzarsi per un corretto atterraggio strumentale. Scendendo a 5 900 piedi (1 800 m) e non avendo mai avuto un contatto visivo con la pista, l'equipaggio scelse di effettuare una riattaccata. La procedura di mancato avvicinamento iniziò normalmente, e l'aereo risalì a 8 800 piedi (2 700 m).
Gli investigatori ritenevano che il Boeing avesse incontrato condizioni severe di ghiaccio, che avevano causato l'interruzione del flusso d'aria e la diminuzione della spinta dei motori. L'aereo iniziò a scendere ed entrò in una virata di 41°, che provocò l'attivazione dello stick shaker, un allarme di stallo aerodinamico. Nonostante l'applicazione della massima spinta, i motori n.1 e 3 si stavano fermando. A 7 000 piedi (2 100 m), l'ingegnere di volo comunicò un guasto ad entrambi i propulsori. I tentativi successivi di riaccenderli non ebbero successo. Durante gli ultimi momenti del volo, i flap vennero ritratti e la velocità diminuì progressivamente; a 4 400 piedi (1 300 m) slm, a soli 100 piedi (30 m) sopra il terreno, l'aereo stava volando a 112 nodi (207 km/h) con una virata di 21° sulla destra. L'ultimo valore di velocità registrata è stato di 69 nodi (128 km/h).
Il rapporto concluse che le principali cause dell'incidente furono le severe condizioni di ghiaccio e le azioni inadeguate da parte dell'equipaggio. I sistemi di bordo obsoleti, l'assenza di simulatori adeguati per condizioni meteorologiche avverse, la mancata osservanza delle procedure operative standard e la gestione inadeguata delle risorse dell'equipaggio furono citati come fattori contributivi.